# John Roberts
John Glover Roberts, Jr. (Búfalo, Nueva York; 27 de enero de 1955) es el actual presidente de la Corte Suprema de los Estados Unidos, nombrado así por George W. Bush. Antes de unirse a la Corte Suprema el 29 de septiembre de 2005, Roberts era un juez de la Corte de Apelaciones para el Circuito de Columbia. Antes de ello, ejerció como abogado privado y tuvo cargos en el Departamento de Justicia de los Estados Unidos y en la Oficina del Consejero de la Casa Blanca bajo la administración republicana.

## Sus primeros años
Nació en Buffalo (Nueva York, EE. UU.), el 27 de enero de 1955, hijo de John G. Roberts y Rosemary Podrasky. Su padre fue un ejecutivo de Bethlehem Steel. Cuando Roberts estaba cursando segundo grado, su familia se mudó a la ciudad de Long Beach, Indiana. Fue criado en un hogar católico junto con sus tres hermanas: Kathy, Peggy, y Barbara.
Roberts estudió en el colegio "La Lumiere School", un internado católico en LaPorte, Indiana donde se destacó como estudiante y atleta. Estudió seis años de latín así como también francés, y era conocido por su devoción a sus estudios. También fue capitán de su equipo de football, y fue campeón regional de lucha. Participó en el coro y en obras teatrales, fue coeditor del periódico del colegio, y era miembro del consejo de atletas de su colegio así como del Comité Ejecutivo Estudiantil.

## Estudios
Roberts se graduó primero de su curso en secundaria con el título "National Merit Scholar" (Mérito al Estudiante Nacional). Luego Roberts entró al Harvard College a estudiar historia para convertirse en profesor. Roberts pasaba sus veranos trabajando en una fábrica de acero para poder ayudar a pagar sus estudios. Siendo estudiante en Harvard, recibió el premio William Scott Ferguson award por su ensayo titulado  Marxism and Bolshevism: Theory and Practice. (Marxismo y Bolcheviquismo: Teoría y Práctica). Se graduó de Historia con el honor summa cum laude y Phi Beta Kappa en 1976. Después de ello, Roberts ingresó a Harvard Law School, donde participó en la editorial de Harvard Law Review y se graduó magna cum laude en 1979.
Roberts es actualmente miembro de American Academy of Appellate Lawyers, el American Law Institute, el Edward Coke Appellate American Inn of Court y la National Legal Center for the Public Interest. Trabaja en el Federal Appellate Rules Advisory Committee.
Roberts está casado con Jane Sullivan Roberts, una abogada, exconsejera legal de Feminists for Life, y actualmente socia del estudio Pillsbury Winthrop Shaw Pittman LLP. Viven en Washington D. C., en los suburbios de Chevy Chase, Maryland, en un barrio alto. John Roberts es católico practicante. Su familia va a la Iglesia Church of the Little Flower IN mAINE.  Parroquia a la que van varios oficiales de las tres ramas del gobierno y de otras partes del espectro político. La familia Roberts adoptó a dos niños en 2000: Josephine ("Josie") y Jack Roberts. Jack bailó durante la introducción de su padre por el presidente Bush en la Casa Blanca logrando una alta atención en los medios, el presidente lo describió como "un amigo que se encuentra a gusto frente a las cámaras." 
 En un discurso en la University of Miami, Roberts dijo: "La gente piensa que Jack estaba bailando - él no estaba bailando, él era el hombre araña, disparando sus telarañas."

## Práctica privada
Al graduarse de la Facultad de Derecho, Roberts trabajó como "asistente judicial" (law clerk) para el Juez Henry Friendly en la Corte de Apelaciones del Segundo Circuito durante un año. Entre 1980 y 1981, fue asistente judicial para el entonces juez Asociado de la Corte Suprema William Rehnquist. Entre 1981 y 1982, trabajó en la administración de Reagan como Asistente Especial del fiscal general de los Estados Unidos William French Smith. Entre 1982 y 1986, Roberts trabajó como asociado del consejero de la Casa Blanca Fred Fielding.

## Corte de Apelaciones de los Estados Unidos

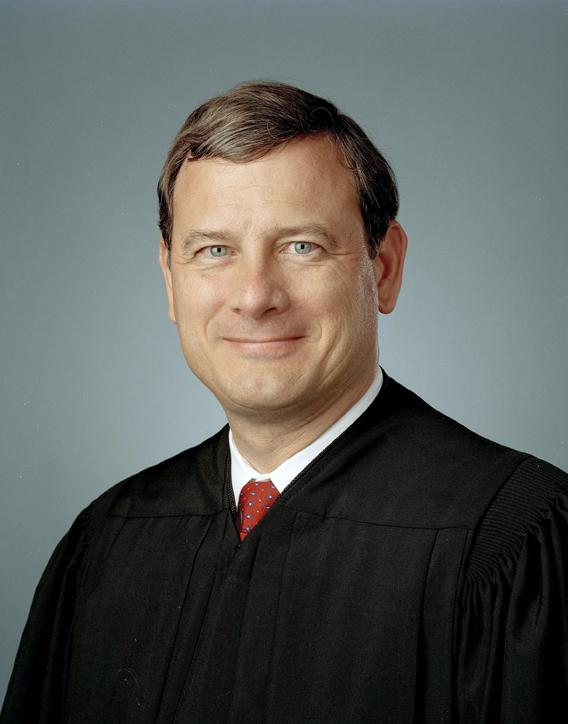
Roberts como Juez Federal.

George W. Bush nominó a Roberts para la Corte de Apelaciones para el Circuito del Distrito de Columbia el 9 de mayo de 2001, pero la nominación — junto con otras 29 — no logró obtener la ratificación necesaria del Comité Judicial del Senado, controlado en aquel tiempo por los demócratas. Fue nominado nuevamente el 7 de enero de 2003, para reemplazar a James L. Buckley. Su nominación fue aprobada por el Comité Judicial por 16 votos contra 3, con la oposición de los Senadores Richard Durbin, Charles Schumer y Ted Kennedy. Sin embargo, fue aprobado por el Senado bajo consentimiento unánime y fue admitido el 2 de junio de 2003.

## Finanzas personales
De acuerdo a un documento financiero de Roberts de 16 páginas, sometido al Comité Judicial del Senado antes de las audiencias de ratificación para ser Juez de a Corte Suprema, su fortuna personal era de más de $6 millones de dólares, incluyendo $1.6 millones en acciones. En su momento Roberts dejó la práctica privada para unirse a la Corte de Apelaciones para el Circuito del Distrito de Columbia en 2003, con lo que su sueldo, que en ese entonces era de $1 millón al año bajo a  $171,800 dólares; Como Juez Presidente su salario es de $199,200 (la mitad de lo que gana el Presidente de los Estados Unidos, $400,000, y más de lo que ganan los líderes de la Cámara de Representantes y del Senado al año, $181,500). La casa de la familia Roberts fue tasada en $891,000, de acuerdo con el tasador de propiedades de Montgomery County, Maryland. Roberts también posee un octavo del interés de una Fábrica de Algodón, en el pueblo de su esposa en County Limerick, Irlanda, la tierra ancestral de su esposa, evaluado en $15,000 o menos.

## Juez Presidente

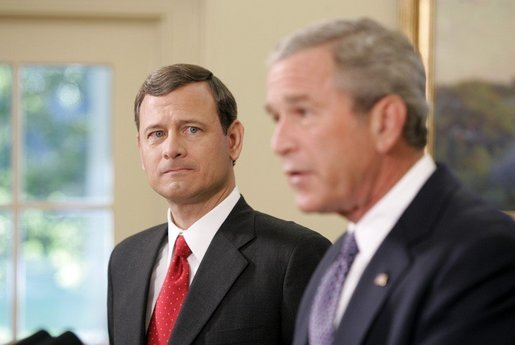
John Roberts y Bush, mientras este último anuncia la nominación de Roberts para el cargo de Juez Presidente.

El 19 de julio de 2005, Roberts fue nominado por George W. Bush para ocupar el cargo vacante en la Corte Suprema de los Estados Unidos dejado por la jubilación de la Juez Sandra Day O'Connor. El 5 de septiembre, Bush anunció la nominación de Roberts al cargo de Juez Presidente luego del fallecimiento, el 3 de septiembre, de William H. Rehnquist. El 6 de septiembre, Bush envió al Senado de los Estados Unidos el aviso de la nominación de Roberts y el retiro de su precedente nominación. 
El 29 de septiembre de 2005 Roberts fue ratificado por el Senado con una votación final de 78-22. Ese mismo día, pasó a ocupar la posición. Se espera que Roberts sea un juez de corte conservador pero más moderado que los Jueces Antonin Scalia y Clarence Thomas.
En junio de 2012 tuvo una intervención que se consideró decisiva: con su voto, por 5 a 4 la Corte Suprema ratificó la constitucionalidad de la ley de salud conocida popularmente como "Obamacare".

## Trivia
- En una entrevista a ABC News, Roberts admitió que todavía escribe todas sus opiniones a mano y que no tiene un iPod.